# Estruciònids
Els estruciònids (Struthionidae) són l'unica família de l'ordre dels estrucioniformes (Struthioniformes). Aquestes aus reben el nom comú d'estruços i són les més grans entre les aus vivents a tot el món. Pròpies de planures obertes, són originàries d'Àfrica i també d'Àsia Occidental, on es van extingir durant el segle xx.

## Llista de gèneres

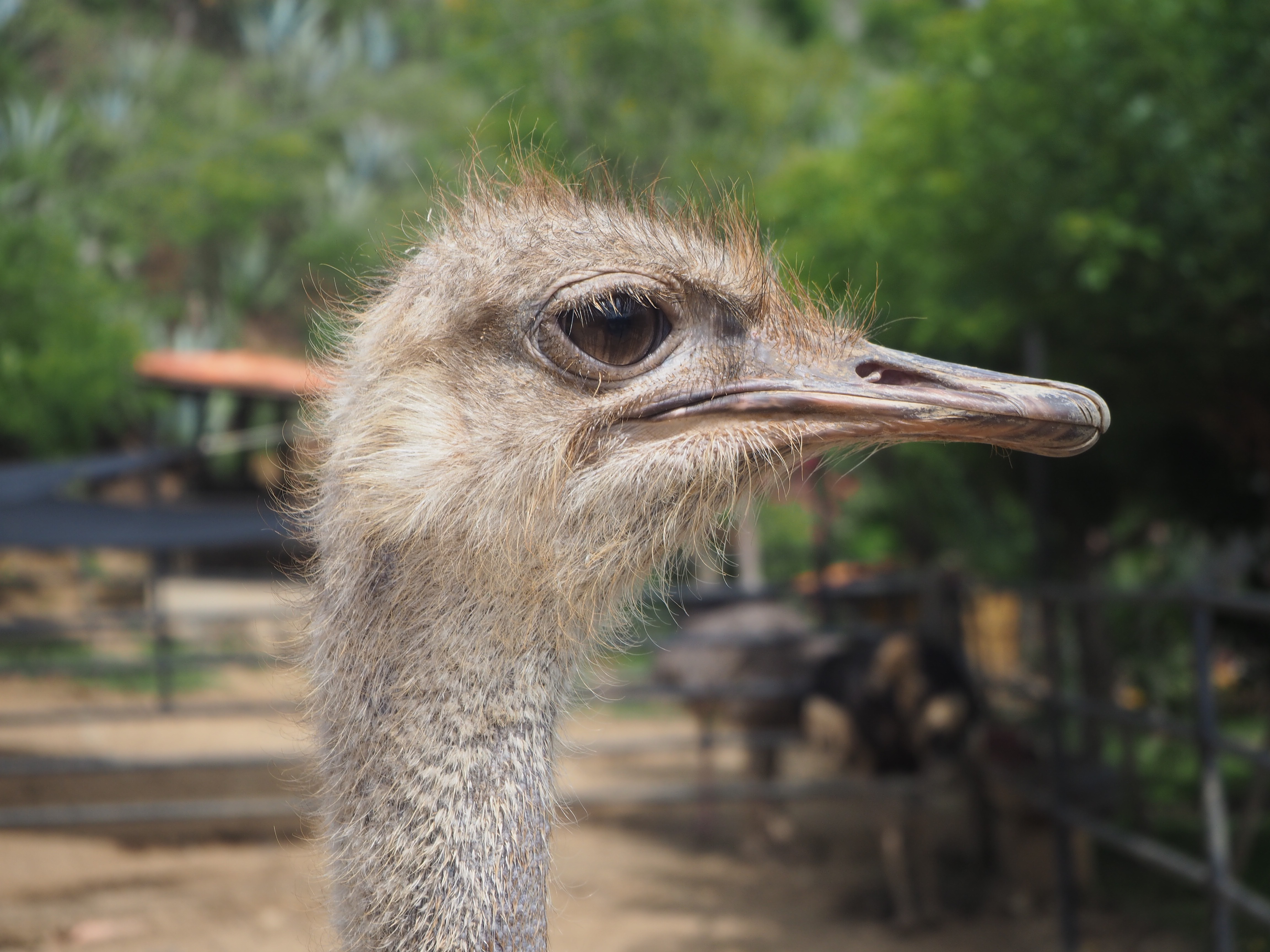
Ostrich in Bucaramanga, Colombia

L'any 2019, les espècies S. pannonicus, S. dmanisensis i S. transcaucasicus es reclassificaren dins del gènere Pachystruthio.
Arran treballs de principi del present segle avui es considera que el gènere Struthio està format per dues espècies:
Tradicionalment, l'estruç de Somàlia s'havia considerat una subespècie, i aquest és el criteri en la classificació de Clements 6a edició (2009).
Família Struthionidae Vigors 1825
- Gènere? †Remiornis Lemoine 1881
- Gènere? †Eremopezus Andrews 1904
- Gènere †Palaeotis Lambrecht 1928
- Gènere †Orientornis Wang 2008
- Gènere †Pachystruthio (Kretzoi 1954)
- Gènere Struthio Linnaeus 1758
  - Estruç comú (Struthio camelus)
  - Estruç de Somàlia (Struthio molybdophanes).